# Until I Feel Nothing
Until I Feel Nothing è il quarto album in studio del gruppo deathcore statunitense Carnifex, pubblicato nel 2011.

## Tracce
1. Deathwish – 1:19
2. We Spoke of Lies – 2:56
3. A Grave to Blame – 3:38
4. Dead But Dreaming – 3:51
5. Creation Defaced – 4:14
6. Dehumanize – 3:00
7. Until I Feel Nothing – 3:51
8. Never Forgive Me – 3:04
9. Wretched Entropy – 2:50
10. Curse My Name – 3:27

## Formazione
- Scott Lewis - voce
- Cory Arford - chitarra
- Ryan Gudmunds - chitarra
- Fred Calderon - basso
- Shawn Cameron - batteria, tastiere